# Paucar (Huánuco)
Paucar a menudo llamado Cerro Paucar (en quechua: Ruku Paugar) o Cerro Paugar, es una montaña de los Andes del norte peruanos.

## Ubicación geográfica
Ubicado en el extremo oeste del distrito de Singa en la provincia de Huamalíes del departamento de Huánuco, su altitud de 4544 m s. n. m. lo convierte en el punto más del mencionado distrito. Hidrográficamente está ubicado en la parte alta del margen oeste del río Marañón. Su flanco sur está delimitado por el lado norte de la quebrada de Salma Viejo, su flanco noreste por el lado suroeste de la quebrada Runtuyau y su flanco norte por el lado sur de la quebrada Yahaurcocha.

## Acceso
Para poder llegar a este recurso turístico, se parte desde la ciudad de Singa (capital del distrito homónimo), de la cual dista 11 km hacia el este, bien sea a pie o a movilidad motorizada (auto particular o moto lineal), por la vía HU-678. Otra opción sería un desvío de la travesía de la carretera (AN-699 - HU-678) que parte desde la ciudad de Huacachi - que es la capital del vecino distrito homónimo huarino en el departamento de Áncash - hacia la ciudad de Singa. En ambos casos se tiene que cruzar la quebrada Salma Viejo.